# Adam Peaty
Adam George Peaty (Uttoxeter, 28 de diciembre de 1994) es un deportista británico que compite en natación, especialista en el estilo braza; tres veces campeón olímpico y ocho veces campeón mundial.

## Trayectoria
Participó en tres Juegos Olímpicos de Verano, obteniendo en total seis medallas: dos en Río de Janeiro 2016, oro en 100 m braza y plata en 4 × 100 m estilos, tres en Tokio 2020, oro en 100 m braza y 4 × 100 m estilos mixto y plata en 4 × 100 m estilos, y una de plata en París 2024 (100 m braza).
Ganó doce medallas en el Campeonato Mundial de Natación entre los años 2015 y 2024, y cuatro medallas en el Campeonato Mundial de Natación en Piscina Corta, en los años 2014 y 2022.
Además, obtuvo diesciséis medallas en el Campeonato Europeo de Natación entre los años 2014 y 2021, y cuatro medallas en el Campeonato Europeo de Natación en Piscina Corta, en los años 2015 y 2017.
En julio de 2017 estableció una nueva plusmarca mundial de los 50 m braza (25,95 s) y en julio de 2019 de los 100 m braza (56,88 s).
En 2017 fue nombrado miembro de la Orden del Imperio Británico (MBE) y en 2022 fue ascendido a oficial de la Orden del Imperio Británico (OBE). Además, fue nombrado «Nadador del año» por la revista Swimming World en 2015 y 2018.
Estudió Ciencia del Deporte en el Derby College. En 2021 participó en el concurso de televisión de la BBC Strictly Come Dancing, haciendo pareja con la bailarina Katya Jones.

## Palmarés internacional
| Juegos Olímpicos                    | Juegos Olímpicos        | Juegos Olímpicos  | Juegos Olímpicos        |
| Año                                 | Lugar                   | Medalla           | Prueba                  |
| ----------------------------------- | ----------------------- | ----------------- | ----------------------- |
| 2016                                | Río de Janeiro (Brasil) | Medalla de oro    | 100 m braza             |
| 2016                                | Río de Janeiro (Brasil) | Medalla de plata  | 4 × 100 m estilos       |
| 2020                                | Tokio (Japón)           | Medalla de oro    | 100 m braza             |
| 2020                                | Tokio (Japón)           | Medalla de oro    | 4 × 100 m estilos mixto |
| 2020                                | Tokio (Japón)           | Medalla de plata  | 4 × 100 m estilos       |
| 2024                                | París (Francia)         | Medalla de plata  | 100 m braza             |
| Campeonato Mundial                  |                         |                   |                         |
| Año                                 | Lugar                   | Medalla           | Prueba                  |
| 2015                                | Kazán (Rusia)           | Medalla de oro    | 50 m braza              |
| 2015                                | Kazán (Rusia)           | Medalla de oro    | 100 m braza             |
| 2015                                | Kazán (Rusia)           | Medalla de oro    | 4 × 100 m estilos       |
| 2017                                | Budapest (Hungría)      | Medalla de oro    | 50 m braza              |
| 2017                                | Budapest (Hungría)      | Medalla de oro    | 100 m braza             |
| 2017                                | Budapest (Hungría)      | Medalla de plata  | 4 × 100 m estilos       |
| 2019                                | Gwangju (Corea del Sur) | Medalla de oro    | 50 m braza              |
| 2019                                | Gwangju (Corea del Sur) | Medalla de oro    | 100 m braza             |
| 2019                                | Gwangju (Corea del Sur) | Medalla de oro    | 4 × 100 m estilos       |
| 2019                                | Gwangju (Corea del Sur) | Medalla de bronce | 4 × 100 m estilos mixto |
| 2024                                | Doha (Catar)            | Medalla de bronce | 100 m braza             |
| 2024                                | Doha (Catar)            | Medalla de bronce | 4 × 100 m estilos mixto |
| Campeonato Mundial en Piscina Corta |                         |                   |                         |
| Año                                 | Lugar                   | Medalla           | Prueba                  |
| 2014                                | Doha (Catar)            | Medalla de plata  | 50 m braza              |
| 2014                                | Doha (Catar)            | Medalla de plata  | 100 m braza             |
| 2014                                | Doha (Catar)            | Medalla de plata  | 4 × 50 m estilos mixto  |
| 2022                                | Melbourne (Australia)   | Medalla de bronce | 100 m braza             |
| Campeonato Europeo                  |                         |                   |                         |
| Año                                 | Lugar                   | Medalla           | Prueba                  |
| 2014                                | Berlín (Alemania)       | Medalla de oro    | 50 m braza              |
| 2014                                | Berlín (Alemania)       | Medalla de oro    | 100 m braza             |
| 2014                                | Berlín (Alemania)       | Medalla de oro    | 4 × 100 m estilos       |
| 2014                                | Berlín (Alemania)       | Medalla de oro    | 4 × 100 m estilos mixto |
| 2016                                | Londres (Reino Unido)   | Medalla de oro    | 50 m braza              |
| 2016                                | Londres (Reino Unido)   | Medalla de oro    | 100 m braza             |
| 2016                                | Londres (Reino Unido)   | Medalla de oro    | 4 × 100 m estilos       |
| 2016                                | Londres (Reino Unido)   | Medalla de oro    | 4 × 100 m estilos mixto |
| 2018                                | Glasgow (Reino Unido)   | Medalla de oro    | 50 m braza              |
| 2018                                | Glasgow (Reino Unido)   | Medalla de oro    | 100 m braza             |
| 2018                                | Glasgow (Reino Unido)   | Medalla de oro    | 4 × 100 m estilos       |
| 2018                                | Glasgow (Reino Unido)   | Medalla de oro    | 4 × 100 m estilos mixto |
| 2021                                | Budapest (Hungría)      | Medalla de oro    | 50 m braza              |
| 2021                                | Budapest (Hungría)      | Medalla de oro    | 100 m braza             |
| 2021                                | Budapest (Hungría)      | Medalla de oro    | 4 × 100 m estilos       |
| 2021                                | Budapest (Hungría)      | Medalla de oro    | 4 × 100 m estilos mixto |
| Campeonato Europeo en Piscina Corta |                         |                   |                         |
| Año                                 | Lugar                   | Medalla           | Prueba                  |
| 2015                                | Netanya (Israel)        | Medalla de plata  | 50 m braza              |
| 2015                                | Netanya (Israel)        | Medalla de plata  | 100 m braza             |
| 2017                                | Copenhague (Dinamarca)  | Medalla de oro    | 100 m braza             |
| 2017                                | Copenhague (Dinamarca)  | Medalla de bronce | 50 m braza              |